# 場地得分 (籃球)

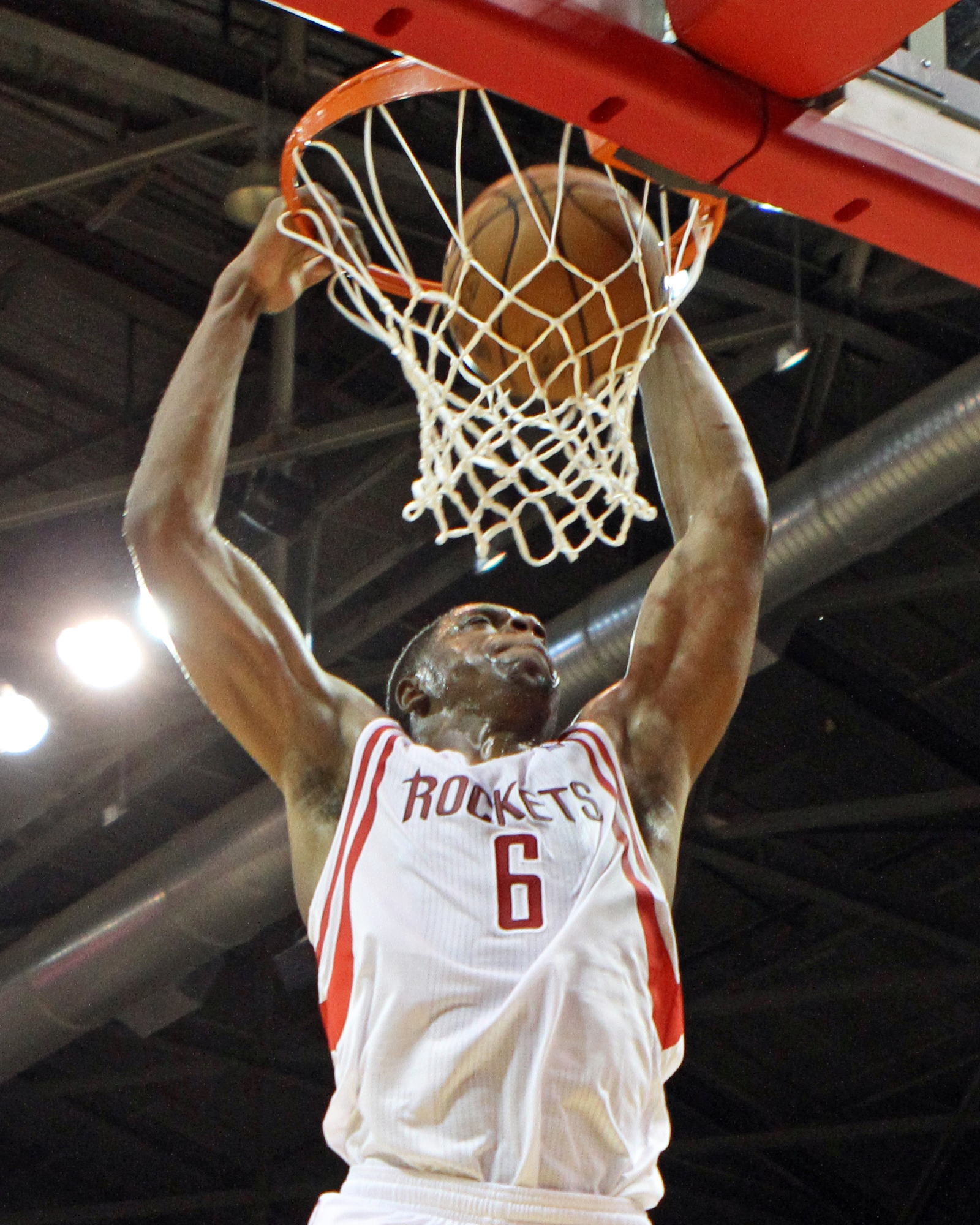
扣籃所進的两分球

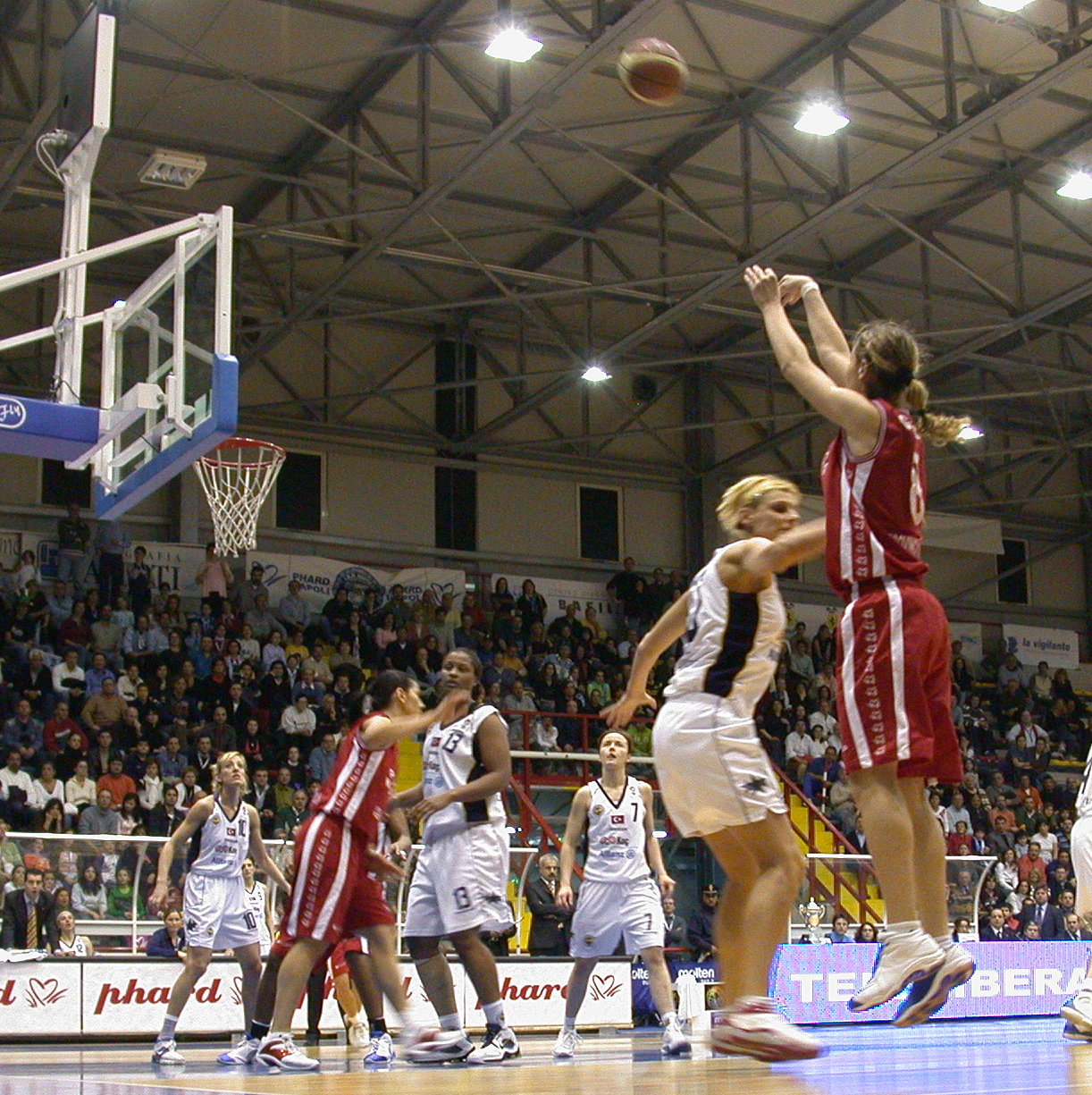
从三分线外投出三分球

在篮球比赛中，場地得分（Field goal）又稱运动战进球，是指除罚球以外的任何投篮進球，它分為兩分球和三分球。得分大小取決於投籃時是否處於三分線外。如果防守方不慎將球投入自家籃筐，則進攻方會得分。